# Courtenay–Bonville-viszály
A Courtenay–Bonville-viszály a középkori Anglia egyik erőszakcselekményekben gazdag főúri villongása volt az 1440-50-es években az ország nyugati részén.
A viszály eredete valószínűleg egy földvita volt a két család között, amelyet elmérgesített az a tény, hogy a Bonville-ok befolyása jelentősen megnőtt a királyi tanácsban, ami veszélyeztette a Courtenay család dominanciáját a területen. A két oldal már 1441-ben összecsapott. VI. Henrik akkor beavatkozott a vitába, és Thomas Courtenay-nak, Devon grófjának adományozta a cornwalli hercegség területét (a Cornwall Hercege cím nélkül), amelyet négy évvel korábban már William Bonville-nak adott. A tanács végül mindkettőjüket megfosztotta a címtől, hogy a nyugalmat helyreállítsa.
1443 és 1447 között Bonville Franciaországban tartózkodott, és Devon 1444-ben újra megszerezte a cornwalli kinevezést. Hogy meg is tarthassa, elkötelezte magát Plantagenet Richárd yorki herceg mellett, míg Bonville James Butlert, Wiltshire grófját választotta pártfogónak. 1451 augusztusában Devon, akit feldühített Wiltshire beavatkozása a vitába, felfegyverezte embereit, és megostromolta a Tauton várat, Bonville erősségét. York, hogy megmentse szövetségesét a börtöntől, véget vetett a csatának. Devon ezután Yorkot támogatta a király elleni fellépésében, de mivel az elbukott, Bonville lett az ország nyugati részének legfőbb ura. 1453-ban ismét fordult a kocka, ugyanis York megkezdte második régensségét, és Devon azonnal zaklatni és támadni kezdte Bonville bérlőit.
1455-re York és a Neville család szövetsége ismét elszigetelte Devont, aki ezt ellensúlyozandó, májusban csatlakozott VI. Henrik seregéhez, amely azonban döntő vereséget szenvedett az első Saint Albans-i csatában. Októberben, felbuzdulva York példáján, fiával nyílt támadásokat intézett a Bonville-érdekeltségek ellen. November 1-jén megostromolta és elfoglalta Exetert, majd december 15-én megverte Bonville csapatait Clytnél. Devon ezután visszavonult, majd feladta magát Yorknál, aki a Towerba záratta.
York második régenssége 1456 februárban lejárt, és ez megmentette Devont és fiát attól, hogy bíróság elé álljanak. VI. Henrik felesége, Anjou Margit értékes szövetségesnek tartotta Devont York ellen, és elérte, hogy az uralkodó megkegyelmezzen neki. A Courtenay–Bonville-viszály ezáltal nemzeti szintre emelkedett: a Courtenay-k a Lancasterek, a Bonville-ok a Yorkok mellett harcoltak a rózsák háborújában.